# 2C-I

Strukturformel för 2C-I.

2C-I eller 4-jod-2,5-dimetoxifenetylamin (summaformel C10H14INO2), även kallad smith, är en syntetisk drog. Den ingår i 2C-familjen av psykedeliska droger och är något potentare än den liknande drogen 2C-B, som endast skiljer sig från 2C-I genom att ha en bromatom istället för en jodatom. Är psykoaktiv, man kan även få hallucinationer.
Substansen är narkotikaklassad och ingår i förteckning I i Sverige. Den närbesläktade 2C-B ingår även i förteckning P II i 1971 års psykotropkonvention.